# Ion Corvin (Constanța)
Pour les articles homonymes, voir Ion Corvin.
Ion Corvin est une commune du județ de Constanța en Roumanie.